# Harry Patch

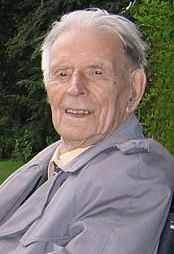
Harry Patch im Jahr 2007 im Alter von 109 Jahren

Henry John „Harry“ Patch (* 17. Juni 1898 in Combe Down, Somerset; † 25. Juli 2009 in Wells) war ein britischer Kriegsveteran und Supercentenarian. Als letztes noch lebendes Mitglied der British Army des Ersten Weltkriegs (The last fighting Tommy) war Patch ein gefragter Zeitzeuge, der vielfach ausgezeichnet wurde. Vom 18. Juli 2009 bis zu seinem Tod, im Alter von 111 Jahren und 38 Tagen, war Harry Patch der älteste lebende Mann in Europa.

## Biografie
Harry Patch wurde in dem Dorf Combe Down nahe Bath als Sohn eines Steinmetzes geboren. Mit 15 Jahren begann Patch eine Ausbildung zum Installateur in Bath.
Nach Ausbruch des Ersten Weltkriegs wurde Patch im Oktober 1916 als Soldat eingezogen und diente als Maschinengewehrschütze im Dienstgrad eines Private in der Duke of Cornwall’s Light Infantry. Im Juni 1917 landete seine Einheit in Frankreich; einen Monat später wurde sie in der Dritten Flandernschlacht nahe Ypern eingesetzt. Am 22. September 1917 wurde Patch durch eine Granate schwer verwundet, woraufhin er im Dezember 1917 nach England zurückkehrte.
Nach dem Ende des Krieges nahm Harry Patch in Bristol seine Tätigkeit als Installateur wieder auf. Unter anderem war er an dem Bau des Wills Memorial Building der University of Bristol beteiligt. Patch stieg schnell zum Geschäftsführer eines Installationsbetriebes auf. Diese Tätigkeit hatte er bis zu seiner Pensionierung im Jahr 1963 inne.
Während des Zweiten Weltkriegs diente Patch, der bereits zu alt für einen Fronteinsatz war, in der British Home Guard, wo er im Falle einer deutschen Invasion erneut als MG-Schütze eingesetzt worden wäre. Darüber hinaus half er bei der heimischen Feuerwehr aus, wo er während des Baedeker Blitz in Bath bei den Löscharbeiten mitwirkte.
Harry Patch heiratete 1919 Ada Billington, mit der er 58 Jahre lang bis zu ihrem Tod im Jahr 1976 verheiratet war. Sie hatten zwei Söhne, die 1984 und 2002 starben. Harry Patch heiratete weitere zwei Male, er überlebte alle Ehepartner.

## Erinnerungen als Kriegsveteran
Patch hatte jahrzehntelang zu seinen Erlebnissen während des Ersten Weltkriegs geschwiegen. Von einem privaten Besuch in Omaha Beach Anfang der 1980er-Jahre abgesehen mied er Veteranentreffen. Erst anlässlich des 80. Jahrestages des Endes des Ersten Weltkriegs äußerte sich der bereits Hundertjährige in der BBC-Dokumentation Veterans zu seinen Kriegserlebnissen.
In den folgenden Jahren wurde Patch durch zahlreiche Interviews und Auftritte in Dokumentarfilmen zu einem gefragten Zeitzeugen. Er wurde von der BBC in der Dokumentation The Last Tommy porträtiert.
Im Herbst 2004 kam es in Ypern zu einem weit beachteten Treffen Patchs mit Charles Kuentz, einem der letzten deutschen Veteranen des Ersten Weltkriegs. Patch kehrte noch einmal zum 90. Jahrestag der Dritten Flandernschlacht nach Ypern zurück.
Im August 2007 veröffentlichte Harry Patch zusammen mit dem Historiker Richard van Emden seine Autobiografie The Last Fighting Tommy. Ein Jahr später wurde Patch von dem Poet Laureate Andrew Motion mit dem fünfteiligen Gedicht The Five Acts of Harry Patch geehrt. Zur ersten öffentlichen Lesung des Gedichts trat Prinz Charles als Festredner auf. Das Gedicht wurde zum 90. Jahrestages des Endes des Ersten Weltkriegs von Peter Maxwell Davies vertont. Am 11. November 2008, dem Jahrestag des Waffenstillstands von 1918, stand Harry Patch zusammen mit den Weltkriegsveteranen Henry Allingham und Bill Stone im Mittelpunkt der Gedenkveranstaltung am Londoner Cenotaph.
Nach dem Tod Allinghams am 18. Juli 2009 war Harry Patch der älteste lebende Brite. Er starb aber bereits eine Woche später in dem Pflegeheim in Wells, wo er seine letzten Lebensjahre verbracht hatte.
Bei Harry Patchs Beerdigung, der früher ein ihm als Greis von Premierminister Gordon Brown angebotenes Staatsbegräbnis in Westminster Abbey abgelehnt hatte, marschierten hinter dem Wagen mit dem Union Jack geschmückten Sarg auf dem Weg zur Kathedrale von Wells nahe Bristol, neben Soldaten der britischen Armee auf Patchs Wunsch auch je zwei Soldaten aus Frankreich, Belgien und aus Deutschland mit. Trotz Regens säumten Tausende applaudierender Menschen den Weg, während 111 Glockenschläge erklangen. Die Beerdigung wurde von der BBC live und wegen Überfüllung der Kathedrale auch auf Großleinwände vor der Kirche übertragen. Der Geschäftsträger der deutschen Botschaft las aus der Bibel über Vergebung und ein Mädchen sang das Antikriegslied Sag mir wo die Blumen sind. Die königliche Familie war durch Camilla, Duchess of Cornwall, vertreten.
Das britische Königshaus und Premierminister Gordon Brown würdigten Patch als einen „großen Mann“; die Verdienste der Generation der Weltkriegsveteranen würden niemals in Vergessenheit geraten.

## Ehrungen
Harry Patch wurde mit mehreren Orden und Ehrenzeichen ausgezeichnet. Für seine Verdienste im Ersten Weltkrieg erhielt er die British War Medal sowie die Victory Medal. Nach dem Zweiten Weltkrieg erhielt Patch die Defence Medal für seine Verdienste an der Heimatfront. Zusätzlich wurden ihm die Erinnerungsmedaillen National Service Medal und Hors de combat Medal verliehen.
An seinem 101. Geburtstag wurde Harry Patch als Ritter der französischen Ehrenlegion ausgezeichnet. Am 9. März 2009 wurde er zum Offizier der Ehrenlegion (Officier de la Légion d’Honneur) ernannt. Im Jahr 2008 wurde Patch der belgische Leopoldsorden verliehen.
Im Jahr 2005 würdigte die University of Bristol Patch mit dem Master-of-Arts-Titel. Patch war auch Ehrengast bei der Neueröffnung des renovierten Wills Memorial Building im Februar 2008. Im Juli 2008 wurde er mit der Ehrenbürgerschaft Freedom of the City seiner Heimatstadt Wells ausgezeichnet.
Am 7. August 2009 hat die britische Band Radiohead einen Song veröffentlicht, der an Harry Patch erinnern soll. Die Band hatte das Stück wenige Wochen vor Patchs Tod in einem Kloster aufgenommen. Es geht zurück auf eine Begegnung von Bandleader Thom Yorke mit Harry Patch einige Jahre zuvor bei einem Interview. Laut Yorkes Auskunft haben ihn Patchs Zeitzeugenberichte tief beeindruckt und ihn dazu veranlasst, den Song Harry Patch (In memory of) aufzunehmen.